# جون كوتس
جون كوتس (بالإنجليزية: John Coutts) (مواليد 14 أغسطس 1955) هو سبّاح نيوزيلندي، مثّل بلاده في الألعاب الأولمبية الصيفية 1976.

## روابط خارجية
جون كوتس على موقع الاتحاد الدولي للسباحة (الإنجليزية)
- جون كوتس على موقع SwimRankings.net (الإنجليزية)
- جون كوتس على موقع اللجنة الأولمبية الدولية (الإنجليزية)
- جون كوتس على موقع أوليمبيديا (الإنجليزية)
- جون كوتس على موقع اتحاد ألعاب الكومنولث (مؤرشف) (الإنجليزية)